# Kadir Memiş
Kadir „Amigo“ Memiş (* 23. Oktober 1974 in Danişment bei Bilecik, Türkei) ist ein deutsch-türkischer Tänzer und Choreograf. Er ist Mitbegründer der Flying Steps.

## Leben
Die Eltern von Kadir Memiş gingen Ende der 1960er Jahre als Gastarbeiter nach Deutschland. 1972 siedelt der Vater nach Deutschland um, die Mutter folgte später. Memiş wurde in dem Dorf Danişment in der Türkei geboren und wuchs bei seinem Onkel auf. Als er 10 Jahre alt war, holten ihn seine Eltern nach Berlin-Wedding. 1993 gründete er zusammen mit Vartan Bassil die Tanzgruppe Flying Steps.
Memiş bezeichnet sich als urbanen Nomaden und Sammler. Inspiriert von Gesten, Linien, Bewegungen, Gerüchen, Farben, Geräuschen und den Lichtern der Großstadt und ihrer Umgebung kreiert er seine Choreographien und abstrakte Kalligrafien. Er arbeitet an Projekten in Deutschland und der Türkei.
Er lebt in Berlin und hat die deutsche sowie türkische Staatsbürgerschaft.

## Choreografien
- 2008 – 2nd ID – Tanzhaus NRW, Düsseldorf
- 2009 – Super Me – Tanzhaus NRW, HAU Hebbel am Ufer (Berlin)., Künstlerhaus Mousonturm (Frankfurt/Main)
- 2010 – Zeybreak – Ballhaus Naunynstraße, Berlin
- 2010 – Hüzün – HAU Hebbel am Ufer (Berlin).  gefördert vom HKF Berlin
- 2011 – Gegen die Wand (Oper) – Kammertheater Stuttgart[5]
- 2012 – Scha'irlie – This is not a Chaplin. (HAU Hebbel am Ufer (Berlin).-Tanzhaus NRW-Theaterhaus Stuttgart) gefördert vom HKF Berlin
- 2014 – Cabdance – gefördert vom Senat Berlin – Goethe-Institut Jakarta – NPN (HAU1)
- 2014 – Kellerkinder – Tanzzeit berlin (Tanztreffen der Jugend 2014)
- 2015 – Red Bull Anadolu Break – Bühnenshow (Türkei)
- 2016 – Kellerkinder – HAU Hebbel am Ufer (Berlin).
- 2017 – Artikel1 – Be Water My Friend – Heilbronner Theater
- 2017 – Stress – HAU Hebbel am Ufer (Berlin). (Regie: Adrian Figueroa)
- 2018 – Back to Zero - HAU Hebbel am Ufer (Berlin).
- 2019 – Aurora – HAU Hebbel am Ufer (Berlin). (Regie: Adrian Figueroa)
- 2020 – Bleib aufm Teppich – ReTramp Gallery (Berlin)
- 2021 – Opferschicht – HAU Hebbel am Ufer (Berlin)
- 2022 – Incognito – Kampnagel K6, mit Zusammenarbeit von Hip Hop Academy Hamburg
- 2023 – PAUKEN – HAU Hebbel am Ufer 1 (Berlin). (Regie: Adrian Figueroa)

## Projekte
- 2019: Stipendium der Tarabya Kulturakademie Istanbul
- 2017: Lecture Performance „Movement of Letters“ und „Tag Convention“ – Freie University Berlin
- 2017: Calligraffiti Ambassador des Festivals „Digital Calligraffiti“ – Colloguim Hungaricum Berlin
- 2016: TEDx Istanbul Bahcesehir über „Zeybreak“
- 2015 + 2017: Goethe-Institut Istanbul und Heryerdesanat – ein Tanzprojekt mit geflüchteten Kindern in Mardin (Türkei, an der syrischen Grenze)
- 2014: Filmprojekt „Red Bull Anadolu Break“ – Turkey Regie und Choreographie
- 2011: Festival „Translation Hip Hop“ – Haus der Kulturen der Welt Berlin (Performance und künstlerische Beratung)
- 2010: Hip Hop Research Program – Kennedy Center / Arts Department, New York City, Washington DC, Philadelphia
- 2005–2017: Gruppenausstellung „Backjumps – Street Art“ – Tokyo Wonder Side, Kunstraum Kreuzberg, Bethanien Berlin, The HAUS Berlin
- 2004: Mitgründer und Programmdirektor der Funkin’ Stylez Dance Battle
- 2000: „B.O.T.Y.“ viermal World Champion in Breakdance mit „Flying Steps“
- 1998: Performance „Phonkee Town“ mit Niels „Storm“ Robitzky / Flying Steps Festival Tanztheater Wuppertal Pina Bausch
- 1995: Tanzperformance „CARTEL“ Tour durch 21 Städte in der Türkei